# Ansamblul bisericii reformate din Turia
Ansamblul bisericii reformate din Turia este un ansamblu de monumente istorice aflat pe teritoriul satului Turia; comuna Turia.

Ansamblul este format din următoarele monumente:
- Biserica reformată (cod LMI CV-II-m-A-13300.01)
- Zid de incintă cu turn-clopotniță și portic de intrare din lemn (cod LMI CV-II-m-A-13300.02)
- Pietre funerare (cod LMI CV-IV-m-A-13300.03)